# 왕자
왕자(王子, 영어: prince 프린스[*])는 서양에서 황족이나 왕족의 남자나 특정의 영역을 지배하는 왕족의 칭호로서 사용되는 영어 단어이다. 대한민국의 한국어에서는 외래어로서 ‘프린스’라는 말을 그대로 사용하기도 하며, 번역할 때는 '왕자'로 옮기는 경우가 많다. 여성형인 프린세스(princess)는 ‘공주(혹은 왕녀)’로 번역되는 경우가 대부분이다. 그러나 프린스와 프린세스는 중의적이어서 제후의 칭호로 사용되기도 한다.

## 개념
이 칭호는 라틴어에서 ‘제1인자’를 뜻하는 princeps 프린켑스[*]에서 비롯되었다. 이 단어는 아우구스투스 이래 로마 제국에서 황제에게 부여된 칭호 중의 하나가 되었다. 이것은 로마 시민의 제1인자라는 의미에서 국가의 절대적 지배자인 군주를 의미하는 것으로 확대된 것이다.
중세시대 이후 유럽에서는 왕(라틴어: rex 렉스[*], king 킹[*])이 군주의 일반적인 칭호가 되었다. 이 시기 왕의 칭호를 받지 못한 소국의 군주를 프린켑스(영어로는 프린스)라 칭하는 경우들이 나타나게 되었다. 이런 군주들은 한국어에서 대개 공(公)이나 공작(公爵)으로 번역된다. 이 경우 프린스는 duke 듀크[*]와 거의 동격으로 취급된다. 그런데 국가에 따라서 후작(侯爵: 주로 독일), 대공(大公: 주로 프랑스) 등으로 번역되기도 한다.
프린스가 지배하는 나라 또는 영지를 영어로 principality 프린시팰리티[*]라고 하는데, 대개 후국(侯國)이나 공국(公國)으로 번역한다. 이런 나라들 중 현재까지 존속하고 있는 주권 국가로는 모나코 공국, 리히텐슈타인 후국, 안도라 공국이 있다. 또 제국이나 왕국 안의 형식적으로 설치되는 공국(프린시팰리티)도 있는데, 웨일스가 대표적이다. 웨일스가 잉글랜드에 복속된 이래 영국(원래는 잉글랜드)의 왕태자가 형식적으로 웨일스의 프린스가 되었는데, 이것이 영국 왕태자의 칭호인 Prince of Wales 프린스 오브 웨일스[*]이다.
또한 왕국이나 제국에서는 왕위·제위 계승의 유력 후보인 왕족·황족의 남자 구성원에게도 프린켑스의 칭호를 주어 부르게 되었다(한국어에서는 대개 '왕자'나 '황자'로 번역된다). 또한 여왕이나 여제의 남편에게도 일반적으로 프린스의 칭호가 주어졌는데, 이것은 영어로 prince consort 프린스 콘소트[*]라고 불린다(한국어에서는 대개 '부군(夫君)'으로 번역된다).
여성형인 프린세스는 위에서 열거한 의미의 여성형(여공(女公), 공주 등)이기도 하면서, 해당 남성형의 부인을 뜻하기도 한다(공비(公妃), 왕자비 등). 후자의 경우는 프린스의 경우처럼 프린세스 뒤에 '콘소트'를 붙일 수 있다.

## 다른 언어 이름
영어 프린스에 해당되는 다른 유럽 언어의 명칭은 다음과 같다. 남성형/여성형, 공-황자·왕자 순이다.
- 라틴어 프린켑스를 어원으로 하는 단어만 있는 언어(대개 로망스어군)
  - 로만슈어: Prinzi/Prinzessa
  - 루마니아어: Prinţ/Prinţesă - Principe/Principesă
  - 몰타어: Princep/Principessa
  - 모나코어: Principu/Principessa
  - 아일랜드어: Prionsa/Banphrionsa
  - 알바니아어: Princ/Princeshë
  - 스페인어: Príncipe/Princesa
  - 이탈리아어: Principe/Principessa
  - 카탈루냐어: Príncep/Princesa
  - 프랑스어: Prince/Princesse
  - 포르투갈어: Príncipe/Princesa

- 라틴어 프린켑스를 어원으로 하는 단어와 더불어, 독일어 퓌르스트와 언어학적으로 친족 관계에 있는 단어를 같이 사용하는 언어(대개 게르만어파)
  - 네덜란드어: Vorst/Vorstin - Prins/Prinses
  - 노르웨이어: Fyrste/Fyrstinne - Prins/Prinsesse
  - 덴마크어: Fyrste/Fyrstinde - Prins/Prinsesse
  - 독일어: Fürst/Fürstin - Prinz/Prinzessin
  - 라트비아어: Firsts/Firstiene - Princis/Princese
  - 룩셈부르크어:Fürst/Fürstin - Prënz/Prinzessin
  - 스웨덴어: Furste/Furstinna - Prins/Prinsessa
  - 아이슬란드어: Fursti/Furstynja - Prins/Prinsessa
  - 에스토니아어: Vürst/Vürstinna - Prints/Printsess

- 라틴어 프린켑스를 어원으로 하는 단어와 더불어, 러시아어 크냐즈와 언어학적으로 친족 관계에 있는 단어를 같이 사용하는 언어(대개 슬라브어파와 발트어파)
  - 러시아어: Knyaz/Knyagina Knyazhnya, Tsarevich, Korolyevich, Prints/Tsarevna, Korolyevna, Printsessa
  - 리투아니아어: Kunigaikštis/Kunigaikštiene - Princas/Princese
  - 마케도니아어: Knez/Knezhina, Tsarevich, Kralevich, Prints/Tsarevna, Kralevna, Printsesa
  - 벨라루스어: Tsarevich, Karalevich, Prynts/Tsarewna, Karalewna, Pryntsesa
  - 불가리아어: Knyaz/Knaginya, Tsarevich, Kralevich, Prints/Printsesa
  - 세르보크로아티아어: Knez/Kneginja Kraljević/Kraljevna, Princ/Princeza
  - 슬로바키아어: Knieža /Kňažná, Kráľovič, Princ/Princezná
  - 슬로베니아어: Knez/Kneginja, Kraljevič, Princ/Kraljična, Princesa
  - 우크라이나어: Knyaz /Knyazhnya, Tsarenko, Korolenko, Prints /Tsarivna, Korolivna, Printsizna
  - 체코어: Kníže/Kněžna, Králevic/Králevična, Princ/Princezna
  - 폴란드어: Książę/Księżna, Książę, Królewicz/Księżna, Królewna

- 그 외 언어
  - 그리스어: Igemonas/Igemonida - Pringipas/Pringipesa
  - 핀란드어: Ruhtinas/Ruhtinatar - Prinssi/Prinsessa
  - 헝가리어: Fejedelem(군림하는 프린스), Fejedelemnő(군림하는 프린세스), Fejedelemasszony(군림하는 프린스의 아내)

## 아시아 언어로의 번역
한국어에서는 프린스를 뜻에 따라 황자, 왕자, 공자 등으로, 프린세스를 황녀/공주, 왕녀/옹주, 공녀 등으로 번역한다. 일본어에서도 이와 유사하다.
중국어에서는 프린스를 의미와 상관 없이 일괄적으로 친왕으로 번역하고 있으나, 이는 엄밀히 말해 친왕의 본래 의미를 훼손하는 것이라 볼 수 있다.

## 같이 보기
- 공작 (작위)
- 대공
- 크냐즈
- 태자
- 퓌르스트
- 프린켑스